# Citey
Citey település Franciaországban, Haute-Saône megyében. Lakosainak száma 106 fő (2022. január 1.). Citey Angirey, Gy, Vellefrey-et-Vellefrange és Colombine községekkel határos.

## Népesség
A település népességének változása:
| Lakosok száma | 99   | 98   | 102  | 103  | 106  | 111  | 111  | 112  | 106  |
|               | 2013 | 2015 | 2016 | 2017 | 2018 | 2019 | 2020 | 2021 | 2022 |